# Antonio Crutta
Antonio Crutta (pol. Antoni Łukasz Crutta, ur. 1727 w Wenecji, zm. 11 czerwca 1812 w Lewiczynie) – wenecki polityk, tłumacz na dworze króla Stanisława Augusta Poniatowskiego, polski szlachcic.

## Pochodzenie
Ojciec Antonia Crutty był Albańczykiem, a matka Włoszką. W 1693 roku jego rodzina osiedliła się w Perze (aktualnie jest to dystrykt Beyoğlu, leżący w europejskiej części Stambułu) i pracowała jako tłumacze w ambasadach Rosji, Francji, Anglii, Polski i Wenecji; brat Antonia Crutty, Joseph, był tłumaczem rosyjskiej ambasady w Stambule i później spędził kilka lat w więzieniu wraz z rosyjskim ambasadorem, Wasilijem Repninem. Joseph zmarł w 1780 roku. Inny członek rodziny Antonia Crutty, który był znany jako Doktor Crutta lub Signor Crutta, pracował w latach 1745–1764 w brytyjskiej ambasadzie w Larnace.

## Życiorys
Antonio Crutta w latach 1748–1765 był konsulem generalnym Wenecji w Larnace. Następnie pracował w brytyjskiej ambasadzie w Larnace.
W 1765 roku przybył do Warszawy.
W czasie wojny Rosji z Imperium Osmańskim trwającej w latach 1768–1774 pracował w Polsce jako tłumacz na dworze króla Stanisława Augusta Poniatowskiego; zajmował się m.in. tłumaczeniem dokumentów traktatowych. Prawdopodobnie dzięki Crutcie Polska uniknęła uczestnictwa w tej wojnie. Brał udział w negocjacjach między stroną rosyjską a osmańską. W 1775 roku otrzymał od władz Rzeczypospolitej indygenat. 
W roku 1777 towarzyszył osmańskiemu posłowi Numan-bejowi w trakcie jego drogi do Polski.
Na starość zamieszkał w Lewiczynie, który wówczas należał do Wojciecha Piotra Bedlińskiego – męża jego córki, Elizy. Cała trójka spoczęła na cmentarzu przy kościele; ich nagrobek w kształcie kolumny, wykonany z piaskowca i zwieńczony urną stoi w pobliżu wejścia do świątyni. Autorem tego nagrobka był Antoni Bedliński, bratanek Wojciecha.
Władał wieloma językami: łacińskim, greckim, francuskim, włoskim, ormiańskim, tureckim, tatarskim i perskim.